# Kerketen
Die Kerketen (lateinisch Kerketae, Cercetae), auch Kaschagen, Kaschaken, Kassogen (russisch: Kasogi) genannt, waren ein antiker und mittelalterlicher Stammesverband, der von der Taman-Halbinsel nach Osten entlang der Nordostseite des westlichen Kaukasus siedelte. Sie werden vom 4. Jahrhundert v. Chr. bis zum 14./15. Jahrhundert n. Chr. in nicht von ihnen selbst stammenden historischen Quellen immer wieder erwähnt. Es gibt die – allerdings mehrheitlich abgelehnte – Hypothese, dass die Fremdbezeichnung „Tscherkessen“ (sie selbst nennen sich adyge) vielleicht auf den Namen der Kerketen zurückgehen könnte, eventuell vermittelt von der ossetischen Sprache. Unstrittig ist in der Forschung, dass die Kerketen, wie auch die benachbarten Zichi direkte Vorläufer der Tscherkessen sind, weshalb sie der tscherkessischen Geschichte zugeordnet werden.

## Geschichte

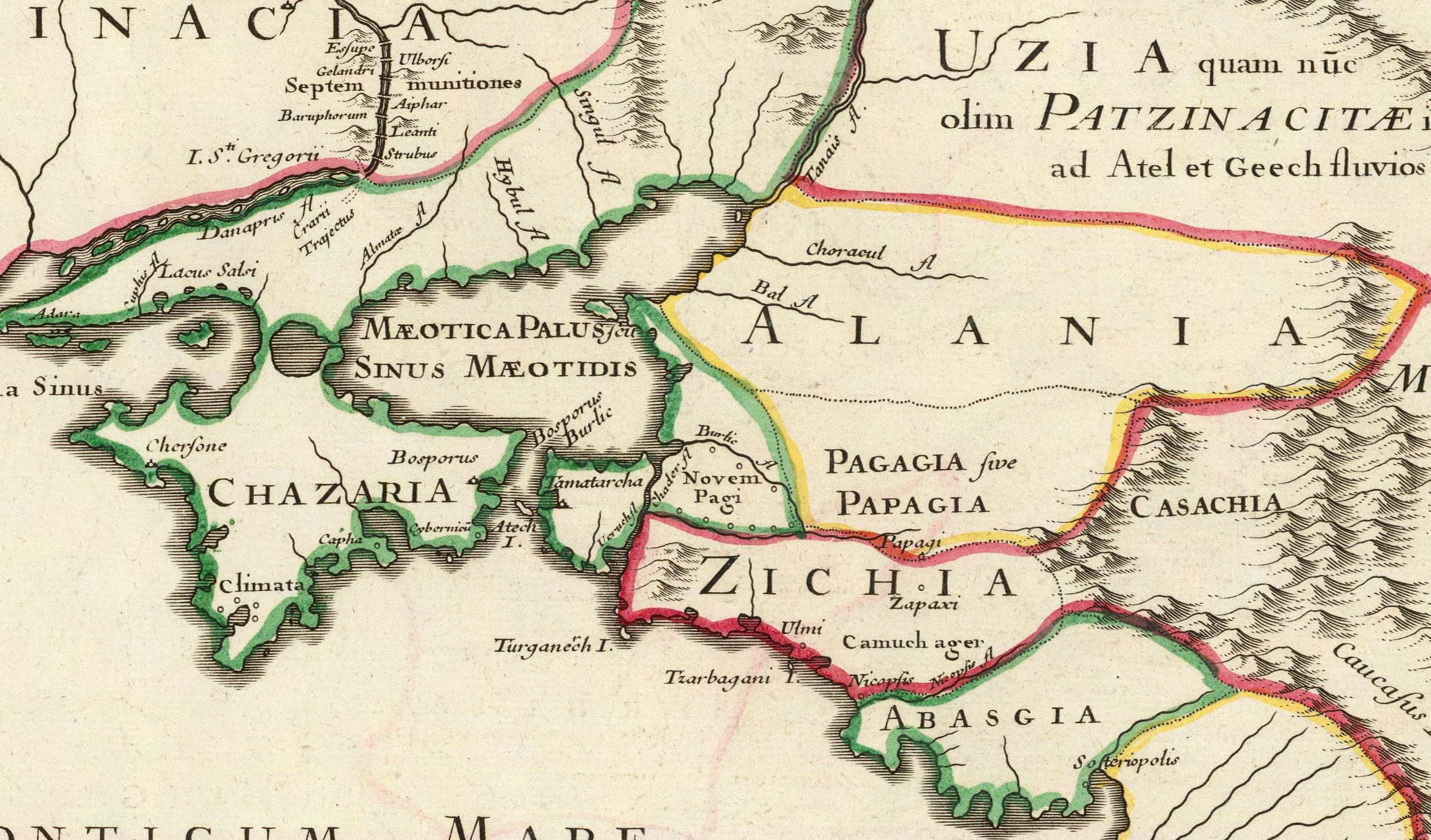
Veraltete und fehlerhafte Karte mit „Casachia“ (Kaschagien, Kassogien usw.) im Osten. Die Alanen sind eigentlich noch weiter östlich zu suchen und der Südteil des Gebietes gehörte auch zu den Kerketen.

Die Kerketen wurden erstmals von Pseudo-Skylax um 330 v. Chr. neben weiteren Stämmen in der Region beschrieben. Seit dieser Zeit werden sie von antiken griechischen und römischen Quellen, z. B. Strabon, Pomponius Mela, Quintus Curtius Rufus, bis hin zu mittelalterlichen byzantinischen (z. B. Konstantin VII. Porphyrogennetos), armenischen, georgischen, muslimischen, russischen (Nestorchronik) und genuesischen Quellen immer wieder erwähnt und beschrieben. Ursprünglich werden die Kerketen in der Nähe des Asowschen Meeres beschrieben, wo sie vielleicht einen Teilstamm oder Nachbarstamm der Maioten bildeten. Nach den Angaben der Quellen scheinen sie sich die Kerketen/Kaschagen/Kassogen aus ihrem ursprünglich kleinen Siedlungsgebiet an der Nordostküste des Schwarzen Meeres mit Hinterland schrittweise vom 5. bis 10. Jahrhundert auf ihr mittelalterliches Siedlungsgebiet von der Umgebung der Taman-Halbinsel entlang des Kuban bis zu dessen Oberlauf im Südosten ausgedehnt zu haben. Dabei scheinen sie Stämme der Maioten und die wohl sarmatischen Siraken assimiliert oder verdrängt zu haben, deren Erwähnung aus historischen Quellen verschwindet. Aus dem 6./7. Jahrhundert sind kurze Inschriften der Kassogen in einer runenähnlichen Schrift überliefert, die man lesen kann, weil sie den sog. Murfatlar-Runen der Protobulgaren ähneln, die zeigen, dass die Kassogen westkaukasischsprachig waren. Damit waren sie sprachlich mit ziemlicher Sicherheit frühe Tscherkessen, wie auch die benachbarten Zichi. Eventuell wurden aus diesen Runen die von tscherkessischen Adelsfamilien verwendeten Symbole ohne Lautwert gebildet. Dass aus diesen eine lautlich systematische „alte tscherkessische Schrift“ gebildet wurde, ist eine sehr junge Erfindung. Jaimoukha setzt die Kerketen aufgrund ihres späten Siedlungsgebietes weitgehend mit den späteren Tscherkessenstamm der Kabardiner gleich, was allerdings viele Autoren nicht teilen.

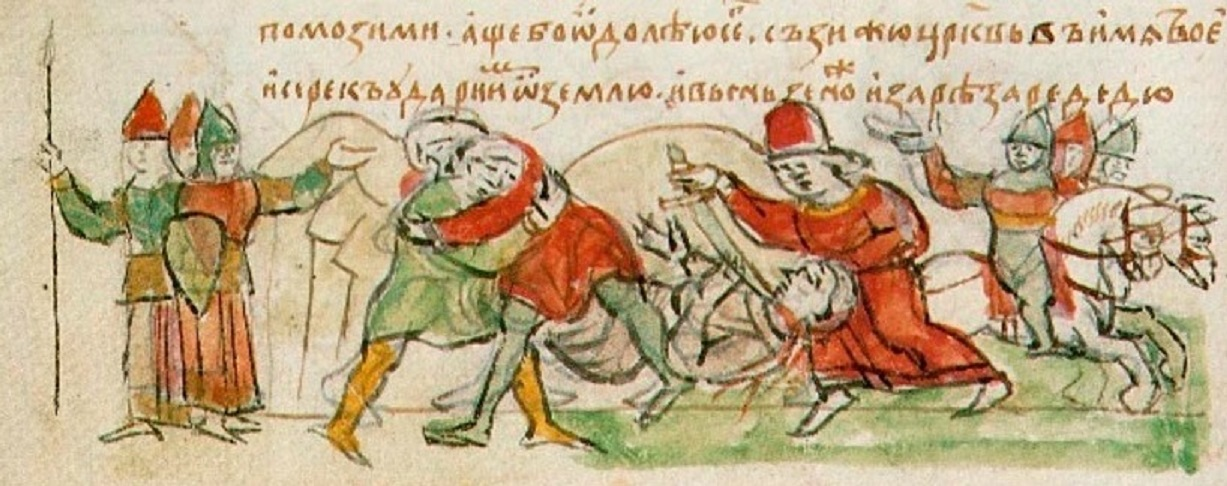
Darstellung des Zweikampfes zwischen Reidade und Mstislaw in der altrussisch-belarussischen Radziwiłł-Chronik, Kopie aus dem 15. Jahrhundert eines Originals aus dem 13. Jahrhundert

Eine in der russischen Geschichte bekannte Episode ist der Zweikampf zwischen dem Kassogenkönig Reidade (Rededja) und dem altrussischen Fürsten Mstislaw von Tschernigow und Tmutarakan 1022 auf Reidades Vorschlag hin. Wie die Nestorchronik berichtet, hielt sich Mstislaw nicht an die Vereinbarung, die Streitigkeit allein im Zweikampf, statt in der Schlacht zu entscheiden und ließ seine Krieger die Kassogen angreifen, die dadurch besiegt wurden. Später wurde der Außenposten der Kiewer Rus Tmutarakan aber von Kassogen zerstört.
Im Laufe der Kriegszüge Timurs, die einen Teil der regionalen Bevölkerung ins Bergland ausweichen ließ, verschwanden die Bezeichnungen der Zichi und Kerketen aus den Quellen und wurden durch die neue Sammelbezeichnung der Tscherkessen ersetzt. Ob sich nur die Fremdbezeichnungen veränderten oder ob es auch zu Veränderungen der internen politischen Stammesstrukturen kam, ist mangels genauer Quellen nicht nachzuvollziehen.